# Marano di Napoli
Marano di Napoli là một đô thị ở tỉnh Napoli ở vùng Campania, cách khoảng 9 km về phía tây bắc của Napoli. Tại thời điểm ngày 31 tháng 12 năm 2004, đô thị này có dân số 58.938 người và diện tích là 15,5 km².
Đô thị Marano di Napoli bao gồm frazioni (đơn vị cấp dưới, chủ yếu là thôn làng) San Rocco, Castello Monteleone, San Marco, Torre Caracciolo, and Torre Piscicelli.
Marano di Napoli giáp các đô thị: Calvizzano, Mugnano di Napoli, Napoli, Quarto, Villaricca.